# Andriy Viktorovych Kuzmenko
Andriy Viktorovych "Kuzma" Kuzmenko (tiếng Ukraina: Андрі́й Ві́кторович Кузьме́нко; 17 tháng 8 năm 1968 – 2 tháng 2 năm 2015) là một ca sĩ, nhà thơ, nhà văn, người dẫn chương trình truyền hình, nhà sản xuất âm nhạc và diễn viên Ukraina. Ông được truy tặng danh hiệu Anh hùng Ukraina năm 2020. Ông được biết đến nhiều nhất với vai trò là giọng ca chính của ban nhạc rock Skryabin, được thành lập vào năm 1989. Ông qua đời trong một vụ va chạm giao thông vào ngày 2 tháng 2 năm 2015 tại Lozuvatka, tỉnh Dnipropetrovsk, hưởng dương 46 tuổi.

## Tiểu sử
Andriy Viktorovych Kuzmenko sinh ngày 17 tháng 8 năm 1968, tại Sambir, tỉnh Lviv. Ông là con một trong gia đình. Mẹ ông là giáo viên âm nhạc còn cha ông là kỹ sư. Gia đình ông sau này đã chuyển tới Novoyavorivsk, cũng là nơi ông có công việc đầu tiên. Ngày nhỏ, ông có ước mơ trở thành tài xế xe chở rác. Ông tốt nghiệp ngành âm nhạc và ngành nha khoa. Ông đã theo học ngành nha khoa theo ý của cha mẹ, dù không thích. Ông cũng tích cực tham gia thể thao và từng chơi hai môn phối hợp.  Ngày 14 tháng 9 năm 1997, Kuzmenko và vợ là Svitlana đã chào đón sự ra đời của cô con gái duy nhất của họ. Họ đã đặt tên cho cô là Maria Barbara, theo tên của nữ diễn viên Ba Lan Barbara Brylska, một thần tượng thuở nhỏ của Kuzmenko. Ông từng cho rằng vợ ông có những điểm tương đồng với Brylska

### Thập niên 2000
Trong giai đoạn này, các hoạt động của ông chủ yếu là cùng với Skryabin. Năm 2000, ông bắt đầu đảm nhiệm vai trò người dẫn chương trình trong chương trình diễu hành "Hot Seven", từng được đón nhận mạnh mẽ, được tổ chức cho đến năm 2002. Bắt đầu từ khoảng năm 2003, Kuzmenko trở thành người dẫn chương trình của "Chance" và "Shikanemo" cùng với nữ ca sĩ Natalia Mogilevska. Trong thời gian này, ông đã được trao toàn quyền quản lý ban nhạc Skryabin, và bắt đầu đưa ban nhạc hoạt động theo một hướng mới. Năm 2006, Kuzmenko xuất bản cuốn tự truyện của mình, với tựa đề "Me, Pobeda and Berlin". Cuốn sách đã trở nên nổi tiếng, và đã được tái bản nhiều lần sau đó. Năm 2009, ông thành lập ban nhạc Payushchie Trusy (Singing Pants), cũng như giúp cho dự án "DZIDZIO" được nhiều người biết tới. Cùng năm đó, ông là thành viên ban bầu cử của giải thưởng "Book of the Year B-B-C".

### Thập niên 2010
Cuối tháng 1 năm 2014, Kuzmenko đã phát hành một bài hát về các sự kiện Euromaidan, thể hiện sự ủng hộ đối với nhân dân. Trong chiến tranh Nga – Ukraina, ông đã giúp đỡ quân đội và những người bị thương ở khu vực ATO ở miền đông Ukraina. Tháng 10 năm 2014, ông đã thành lập đài phát thanh qua Internet do ông làm chủ, có tên «S.R.A.K.A.», chuyên phát các bài hát mà ông thường nghe trên xe hơi. Không lâu trước khi vụ tai nạn xảy đến, Kuzmenko từng chỉ trích mạnh mẽ chính phủ hiện tại của Ukraina trong các cuộc phỏng vấn và cáo buộc các viên chức chính quyền vì hành vi tham nhũng.

### Qua đời
Ngày 2 tháng 2 năm 2015, vào khoảng 8:20, Kuzmenko đã qua đời trong một tai nạn xe hơi gần làng Lozuvatka, thuộc huyện Kryvyi Rih, tỉnh Dnipropetrovsk. Bộ phận báo chí của Cục Kiểm định ô tô Nhà nước thuộc Bộ Nội vụ Ukraina đã đưa tin, theo dữ liệu sơ bộ, chiếc SUV nhãn hiệu Toyota Sequoia do Kuzmenko điều khiển đã va chạm với một chiếc GAZ-53 tại km 86 trên tuyến cao tốc "Kryvyi Rih – Kropyvnytskyi". Ông đã qua đời vì bị thương nặng. Ông sau đó đã được đưa về Kryvyi Rih, nơi ban nhạc của ông vừa có buổi biểu diễn vào hôm trước đó. Những người khác trên xe đã được đưa đến bệnh viện ở Kryvyi Rih.

## Tưởng nhớ
Tiểu hành tinh 291923 Kuzmaskryabin, được phát hiện tại Đài quan sát Thiên văn học Andrushivka vào năm 2006 được đặt tên để tưởng nhớ ông. Ý nghĩa của tên tiểu hành tinh đã được Trung tâm Tiểu hành tinh công bố vào ngày 23 tháng 3 năm 2016 (MPC 99355).

## Sự nghiệp điện ảnh

### Diễn viên
- Evenings in khutir near Dykanka (2001) — Kuzma, a friend of Vakula (tên trong danh sách diễn viên là Andriy Kuzmenko).
- Lesya+Roma (2006) (khách mời)
- Carnival night at Inter (2006)
- Very New Year Cinema (2007)(khách mời)
- Little Red Riding Hood (2009) — Blue Beard

## Hình ảnh

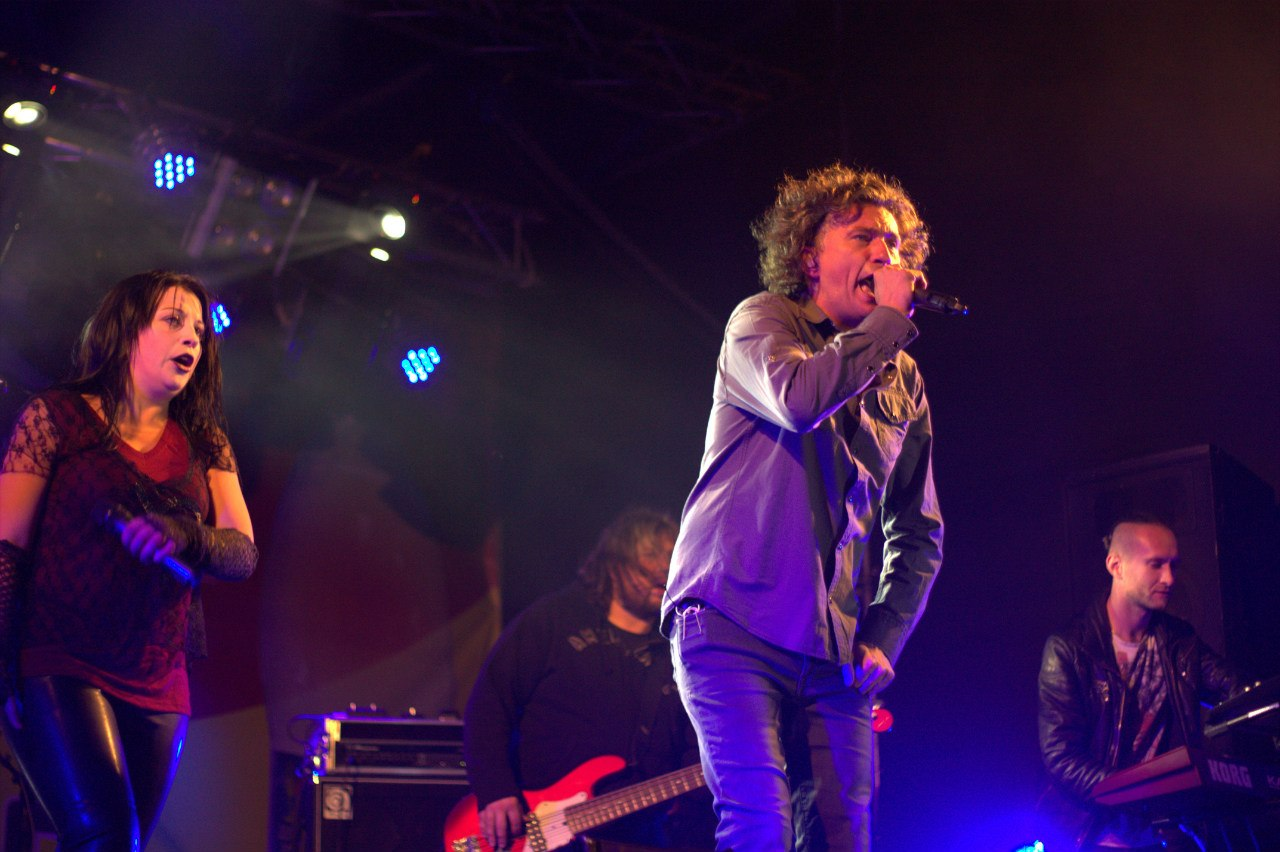
Buổi hòa nhạc của Scriabin tại Melitopol năm 2014
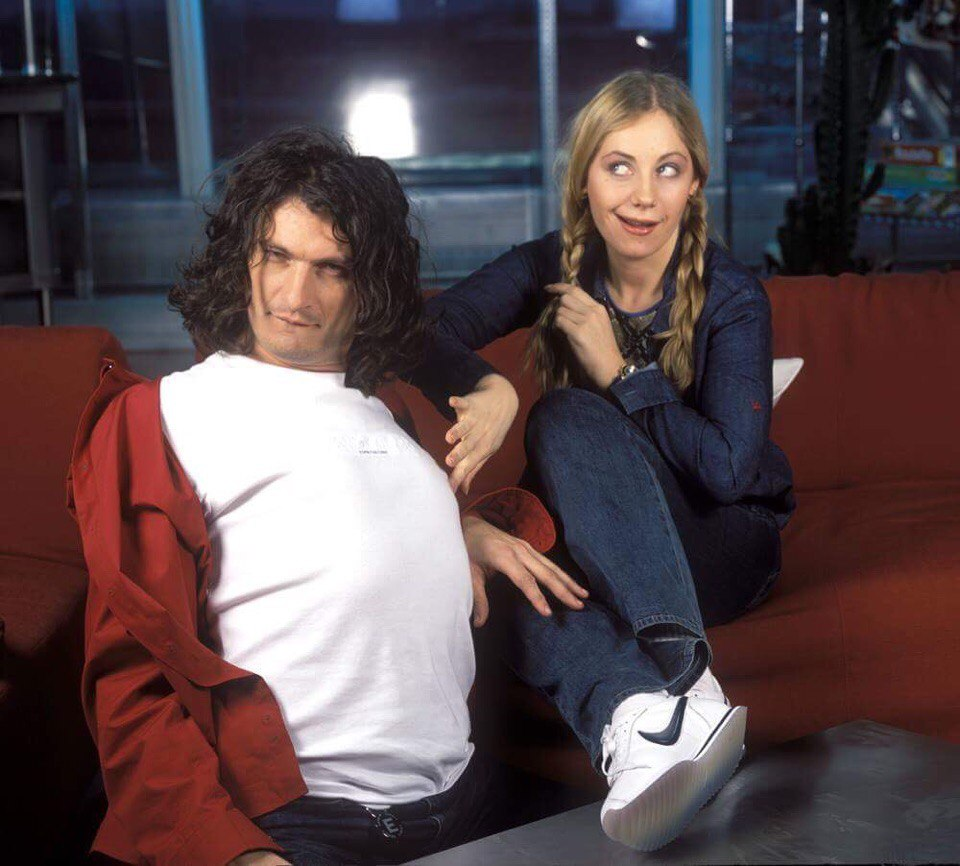
Ông chụp với Slava Frolova năm 2003
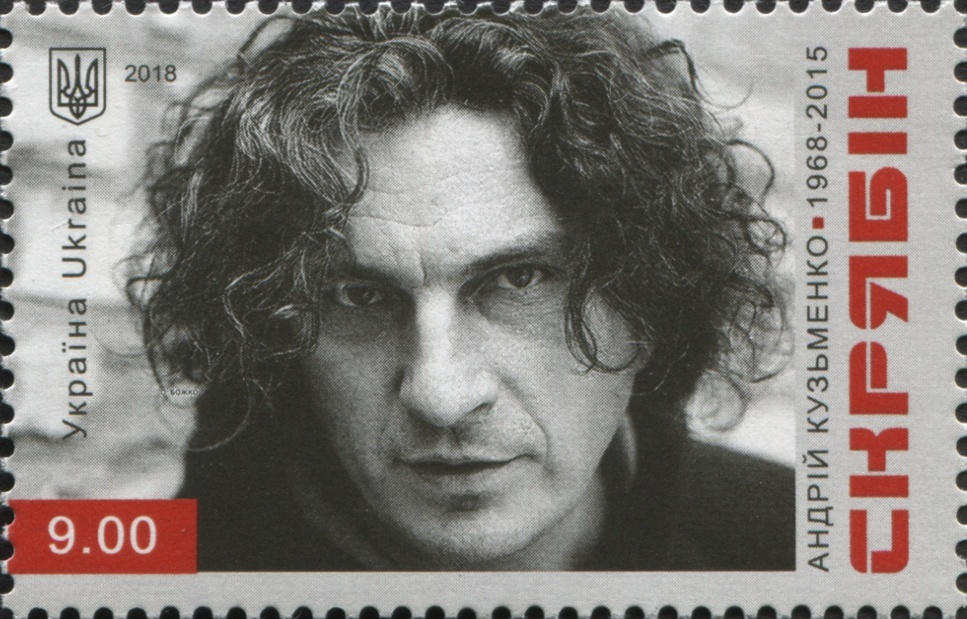
Tem bưu chính Ukraina, 2018